# Epiblema carolinana
Epiblema carolinana es una especie de polilla del género Epiblema, familia Tortricidae. Fue descrita científicamente por Walsingham en 1895.
Tiene una envergadura de 19 a 26 mm. La larva se alimenta de los tallos y raíces de Rudbeckia (Asteraceae). Se encuentra en el este de Canadá y este y centro de Estados Unidos.